# 第二代利物浦伯爵羅伯特·詹金遜
第二代利物浦伯爵羅伯特·班克斯·詹金遜，KG，PC（Robert Banks Jenkinson，2nd Earl of Liverpool，1770年6月7日 - 1828年12月4日），英国托利黨政治家，曾任英国首相。他以下议院议员为起点，先后担任历届政府中的外交大臣、内政大臣与陸軍及殖民地大臣，在珀西瓦爾遇刺身亡后接任首相。

## 生平

### 早年
利物浦早年在富勒姆（Fulham）的阿爾比恩学校（Albion House）念书。在1783年入读卡爾特豪斯公學，後來升学牛津基督教堂學院，在1787年至1789年間在學院中深造。1789年，他到法國旅行，見證了巴士底獄的陷落。1790年，他回到學院，獲得了文學碩士学位。在獲得文學碩士学位后，他再次游历歐洲，參觀了羅馬、那不勒斯與佛羅倫薩。他操流利的拉丁文和法文。

### 早年生涯

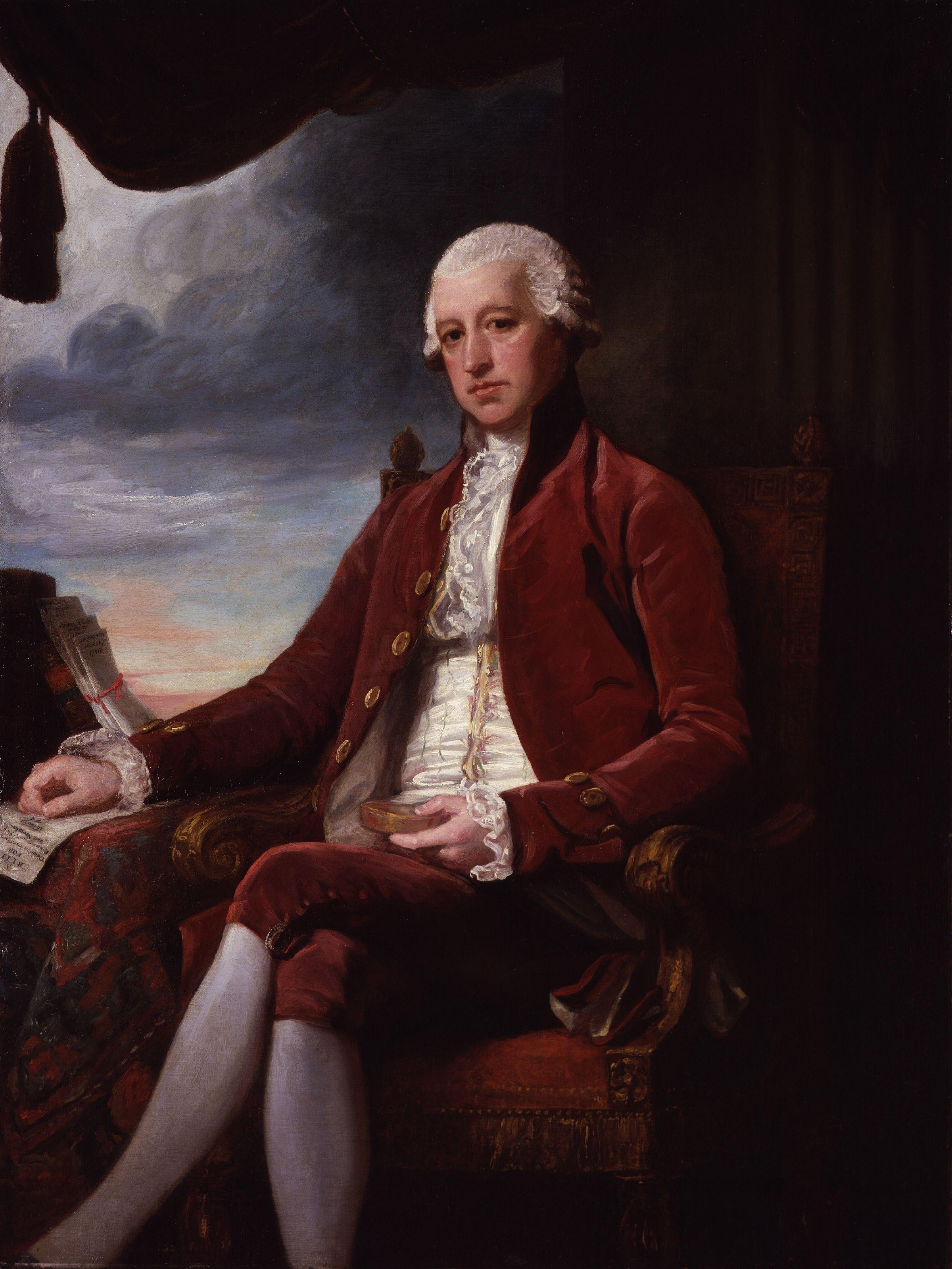
第一代利物浦伯爵查尔斯·詹金逊，乔治·罗姆尼（George Romney）所绘。

1790年，他在懷选区（Rye）参加下議院議員选举獲勝。但他未達取得议席的所需年齡，所以他到歐陸遊歷了一番，待到年齡達到再歸來。目前已不清楚他成為議員的確切時間。但可以推測，他在勝出后等了一年。
因為他有一個曾擔任贸易委员会主席（President of Board of Trade）与兰开斯特公爵郡大臣的父親，加上自己的才能，他在政府裡攀得不慢。1792年，他回應了塞繆爾·惠特布雷德（Samuel Whitbread）對政府對俄政策的批評。在會議期間，他還發表了另外幾個演說，其中一個为反對廢奴的、反映出他的父親對威廉·威伯福斯的改革的反對的演說。
在與法國開戰時，詹金遜是第一批召集民兵的官员之一。1794年，他加入了五港（Cinque Ports）民兵，因此離開了下議院。1796年，他被派往蘇格蘭，在鄧弗里斯駐紮了一段時間。他離開議會，也受到他父親反對他與布里斯托爾伯爵（Earl of Bristol）之女路易莎·赫維贵女（Lady Louisa Hervey）結婚的影響。後來，在國王與首相的插手干预下，他得以在1796年5月25日在溫布爾登與路易莎結婚。1796年5月，在他父親被封為利物浦伯爵后，他繼承了霍克斯伯里勳爵（Lord Hawkesbury）這個封號。1803年11月，為表彰他作為外交大臣的出色表現，他被封為霍克斯伯里男爵（Baron Hawkesbury），并进入上議院。他也擔任了几任皇家造幣局局長（Master of Mint）。

### 內閣生涯
因他在亞眠條約的談判中表現出的能力，他擔任了亨利·阿丁頓內閣中外交大臣的職務。在任內，他大多數時間都花在同法、美打交道。待到小威廉·皮特的第二個首相任期时，他仍擔任外交大臣一職。後來，皮特病重，他主持內閣，又起草了國王在國會開幕時的演講。1806年，國王在皮特病死后邀請他擔任首相一職，但遭拒絕，因為他相信自己仍缺乏經驗。在威廉·格伦维尔政府時，他被選為反對派領袖，這是他第一次，也是唯一一次未在政府中任職。在後來的波特蘭公爵政府時，他在內閣中擔任內政大臣一職。1809年10月31日，利物浦接受了以斯賓塞·珀西瓦爾為首的新政府中陸軍與殖民地大臣一職。他上任後立即開始了說服內閣維持在葡萄牙的小規模部隊的工作。他參與了建立攝政的部分工作。

### 首相生涯
1812年5月，斯賓塞遭刺殺身亡，利物浦接任成為首相。內閣其他阁员认为，下議院領袖这个职位应该由卡蘇里出任，而首相一职，则应该由利物浦出任。但是，在一次不利于他们的投票结果公布后，两人都双双辭去了職務。6月8日，攝政王提出组建一個新的聯合政府，由利物浦担任首相。利物浦政府中有不少未來的政界大人物，如卡蘇里子爵、喬治·坎寧、威靈頓公爵、罗伯特·皮爾等。利物浦被人认为是一個经验丰富的政治家，能够巧妙地牵制住托利黨中自由與反動兩翼，这一点是他的后继者做不到的。

#### 拿破崙戰爭與維也納會議
利物浦漫長的任期內發生了不少事件。1812年戰爭和拿破崙戰爭中的最後一場戰役滑鐵盧戰役都在他的任期內進行。英國在拿破崙戰爭中的勝利使得他獲得嘉德勳章。和约簽訂后，利物浦要穩定歐洲局勢，確保尼德蘭、西班牙與葡萄牙的獨立，既要使得法國回到戰前狀態，又要不傷害他們的民族自尊心。為此，他归还了英國在战争期间的占领的法国领地。派卡蘇里前往維也納會議。他很快地批准了卡蘇里在和會中提出的大膽提議，即與法、俄結成防禦同盟 - 這为欧洲帶來了多年的和平。

#### 穀物法與國內動亂

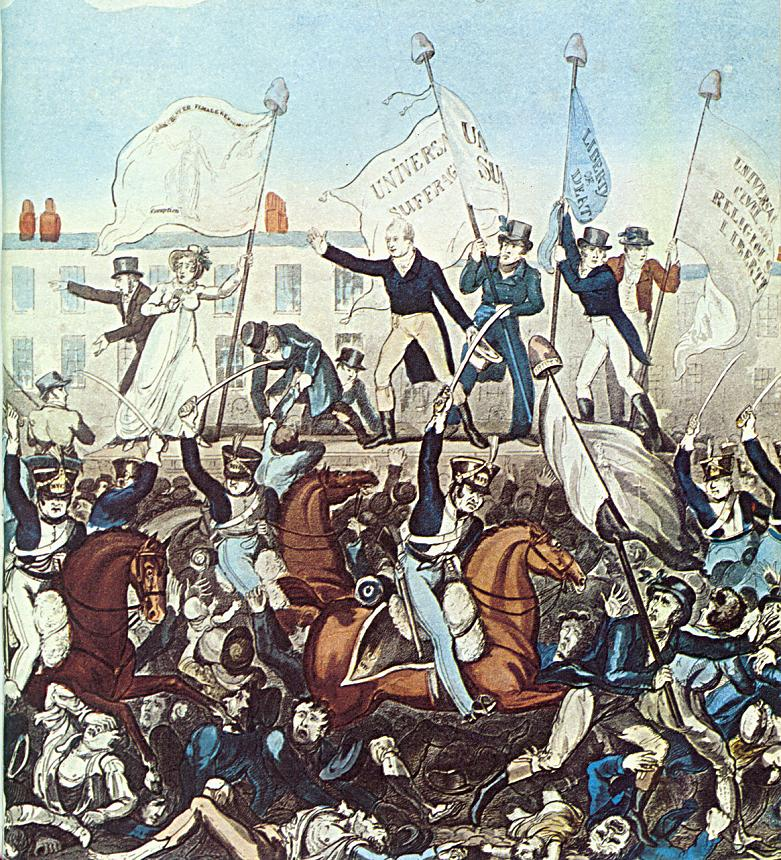
彼得卢屠杀，由理查德·卡莱尔（Richard Carlile）绘于1819年。

1819年至1822年，糧食連年豐收，使得糧食價格下跌，牽起了對本國農業作更大保護的呼聲。農業者到議會進行遊說時，迫使利物浦作出反應。1815年，在政府的强力支持下，穀物法通過了，法例规定，在國內穀物價格跌至可接受水平前，禁止入口小麥。雖然利物浦是一個信仰自由貿易者，他只是為了平息風波而接受此事。在他的首相任期內，最大的經濟問題是政府財政危机。國債利息因戰爭末年籌集巨額軍費而大大增加，再加上年金，使得政府收入的很大一大部份被拿去還債了。1816年，下議院否决了繼續徵收戰時水平的稅金，迫使政府繼續举债维持运作，带来了災難性的效果。1819年，利物浦決定回歸金本位制度。
政府为了償還債務，提高了稅收，引起了多次暴动。這段時間內，有一群稱為盧德分子的劳动工人，開始在約克郡、諾丁漢郡、萊斯特郡与德比郡破坏紡織工厂。1811年到1816年間，英國發生了一系列破壞機器的事件，很多工人都因此被處決。
1817年，一个秘密委員會向他指出，不满政府管治的人在製造業界和政坛组织了一个网络。利物浦對皮爾說，現在國內的不滿情绪比1794年时的不满情绪更为高涨。为应对潛在威脅，政府引入了臨時法。他暫停了大不列顛（1817年）與愛爾蘭（1822年）的人身保護令。1819年，在彼得盧屠殺发生之后，利物浦政府立法六條，限制言論自由與和平示威。1820年，利物浦與他的內閣成員在卡托街（Cato Street）被不满他镇压示威的人刺殺，所幸的是事件中无人受伤。
雖然利物浦曾在維也納會議上表示，支持废除奴隸制度，但是，在國內問題上，他通常為維持現狀而反對改革。话虽如此，他还是在1824年廢除了禁止工人結成工會的組合法令（Combination Laws）。

#### 天主教解放
1812年，政府决定不再考虑天主教解放的问题。1813年，天主教缓解法被下院否決。這两个事件为天主教解放帶來了一段冷靜期。利物浦支持一些舒缓天主教徒和新教徒矛盾的临时举措，如允許天主教徒在軍隊、法院与議會中擔任更高職位。但是，他反對天主教徒進入議會。19世纪20年代，下院輝格黨自由派的压力，和在爱尔兰崛起的天主教協會，令有关天主教解放的争端再起。
1825年，弗朗西斯·伯德特爵士（Sir Francis Burdett）的天主教救濟法被通過後，天主教解放似乎要达到成功了。法案在4月被下議院通過后，羅伯特·皮爾向利物浦提出請辭。这个事件，令利物浦有了退休的意欲。當坎寧正式提議，內閣應該否決法案時，利物浦意识到，他的任期已到盡頭。1827年4月10日，喬治·坎寧正式接任利物浦，成為首相，但天主教解放，在此时，仍未完全實現。

### 晚年
1827年2月，他突然中風，只好在4月29日辭去職位，結束了自己長達接近15年的首相生涯。1828年12月，他再次遇疾，最终在4日去世，享年58歲。他被人安葬在霍克斯伯里教区教堂（Hawkesbury Parish Church）的坟场，在他的父親和髮妻旁邊。他的封號被他的同父異母的兄弟查爾斯·詹金遜繼承。他遺留下的房產，價值不超過12, 000英鎊。

## 利物浦內閣大臣和部門（1812 - 1827）

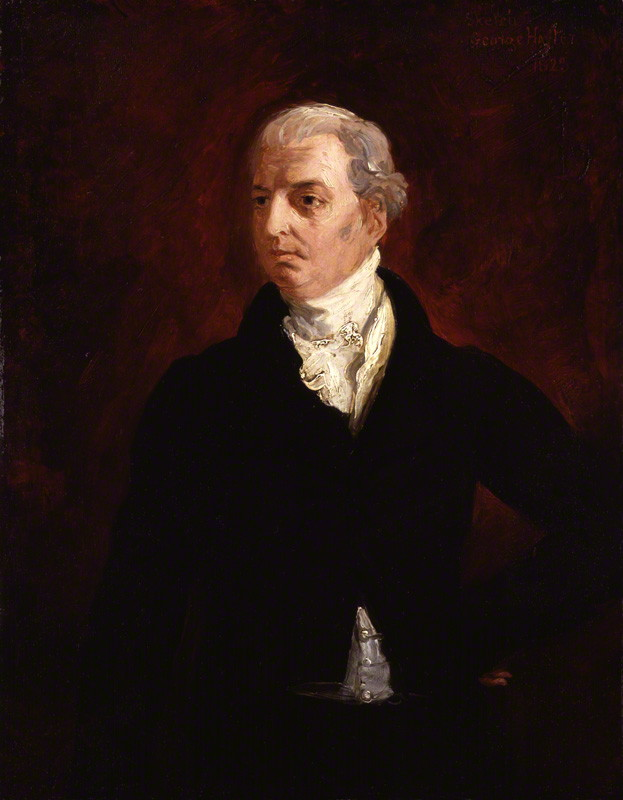
第二代利物浦伯爵羅伯特·詹金遜，由乔治·艾泰（George Hayter）绘于1823年。

| 職位                     | 名字                                     |
| 第一財政大臣和上議院領袖 | 利物浦勳爵                               |
| 大法官閣下               | 埃爾登勳爵（Lord Eldon）                 |
| 議會主席閣下             | 哈羅比勳爵（Lord Harrowby）              |
| 掌璽大臣                 | 威斯特摩蘭勳爵（Lord Westmorland）       |
| 內政大臣                 | 西德默斯子爵                             |
| 外交大臣和下議院領袖     | 卡蘇里子爵（1821年后是倫敦德里侯爵）     |
| 第一海军大臣             | 巴瑟斯特勳爵                             |
| 財政大臣                 | 尼古拉斯·范西塔特（Nicholas Vansittart） |
| 軍械總將                 | 馬爾格雷夫勳爵（Lord Melville）          |
| 控制委員會主席           | 白金漢勳爵（Lord Buckinghamshire）       |
| 蘭開斯特公爵郡大臣       | 查爾斯·巴瑟斯特（Charles Bathurst）      |
| 不管部大臣               | 卡姆登勳爵（Lord Camden）                |

### 職位改動
- 1812年晚，卡姆登勳爵離開內閣。
- 1814年9月，威廉·韋爾斯利·普尔（英语：William Wellesley-Pole, 3rd Earl of Mornington）（1821年后是莫玲顿勳爵），皇家造幣局局長，進入內閣。
- 1816年2月，喬治·坎寧接任白金漢閣下在控制委員會的職位。
- 1818年1月，弗雷德里克·約翰·羅賓遜，貿易委員會主席，進入內閣。
- 1819年1月，威靈頓公爵接任馬爾格雷夫閣下，成為軍械總將。馬爾格雷夫閣下成為不管部大臣。
- 1821年1月，查爾斯·巴瑟斯特接任坎寧，成為控制委員會主席、蘭開斯特公爵郡大臣。
- 1822年1月，羅伯特·皮爾接任錫德茅斯閣下，成為內政大臣。
- 1822年2月，查爾斯·沃特·威廉姆斯-韋恩（英语：Charles Watkin Williams-Wynn (elder)）接任查爾斯·巴瑟斯特在控制委員會的職務。
- 1822年9月，倫敦德里勳爵自殺身亡後，喬治·坎寧成為外交大臣和下議院領袖。
- 1823年1月，貝克斯利勳爵（Lord Bexley）接任查爾斯·巴瑟斯特成為蘭開斯特公爵郡大臣。弗雷德里克·約翰·羅賓遜接任貝克斯利成為財政大臣。他在貿易委員會的職位被威廉·霍金深接任。
- 1823年，皇家造幣局局長，馬里伯勒閣下離開內閣。他的繼任人不是內閣成員。

## 頭銜
- 1770-1786：羅伯特·詹金遜
- 1786-1790：羅伯特·詹金遜閣下

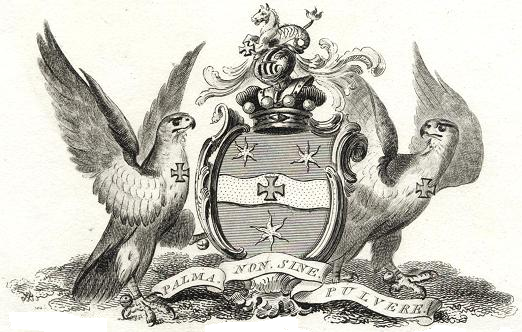
利物浦伯爵盾徽

- 1790-1796：羅伯特·詹金遜閣下，国会成员
- 1796-1799：霍克斯伯里閣下，国会成员
- 1799-1803：霍克斯伯里閣下，国会成员
- 1803-1808：霍克斯伯里閣下，枢密院委员
- 1808-1814：利物浦伯爵閣下，枢密院委员
- 1814-1828：利物浦伯爵閣下，嘉德骑士，枢密院顾问官